# Joseph-Michel Cadet
Joseph-Michel Cadet (né le 24 décembre 1719 à Québec et mort le 31 janvier 1781 à Paris) est un marchand et un homme d'affaires canadien.

## Biographie
Sa mère abandonne Joseph à l'âge de douze ans pour suivre son nouveau mari à Rochefort. L'année suivante, il joint un équipage d’un navire marchand, puis travaille pour Augustin Cadet, demi-frère de son père et boucher à Québec. Cadet s'associe bientôt à Romain Dolbec, le fournisseur de viande du roi à Québec. Cadet s'enrichit bientôt comme fournisseur de viande durant la guerre de Succession d’Autriche, puis plus tard durant la guerre de Sept Ans. 
Parallèlement, Cadet fait également le commerce de farine, de poisson, d'alcool et de fourrures. Il commence à acquérir des bateaux pour pouvoir importer lui-même de la marchandise. 
Il achète la maison de François-Étienne Cugnet dans le Vieux-Québec. Nommé munitionnaire des armées françaises au Canada, il participe aux efforts pour approvisionner la colonie avec sa propre flotte de navires. La frégate le Machault impliqué dans la bataille de la Ristigouche lui appartenait. 
Parmi ses autres activités, il loue et exploite la Petite-Ferme pour le compte du Séminaire de Québec. Il est nommé « Boucher du Roi » et « munitionnaire général de la Nouvelle-France » ce qui lui donne la responsabilité de ravitailler en matériel et équipement la colonie et le Roi. Il devient rapidement l'homme le plus riche de la Nouvelle-France.  
En 1761, il part pour la France pour régler des dettes. Il est alors arrêté et emprisonné à la Bastille avec d'autres complices. Il est accusé d'avoir vendu à fort prix des vivres à la Couronne et d'avoir partagé les profits avec l'intendant François Bigot. Mais après un long procès, seul Bigot est condamné. Cadet est relâché après avoir acquitté une amende.
Cadet avait épousé à Québec, le 10 septembre 1742, Angèle Fortier, avec qui il a eu huit enfants, dont quatre meurent en bas âge.